# Фредерисия
Фредери́сия (дат. Fredericia [fʀɛðəˈʀedɕa]) — город и порт в Дании, центр коммуны Фредерисии, на западном берегу пролива Малый Бельт. Соединён мостом с островом Фюн. Население — 44,9 тыс. (1973); 28.198 (1985); 37.074 (2006).
Основан в 1650 году Фредериком III как крепость для защиты полуострова Ютландия. Обладал особыми привилегиями, включая свободу вероисповедания и освобождение от налогов. После разрушительной осады 1849 года датчане изгнали солдат Пруссии и Шлезвиг-Гольштейна, что привело к заключению перемирия. В городе сохранились первоначальные восточные укрепительные валы и общая могила защитников города на кладбище церкви Сан-Тринитатис кирхе (1689).

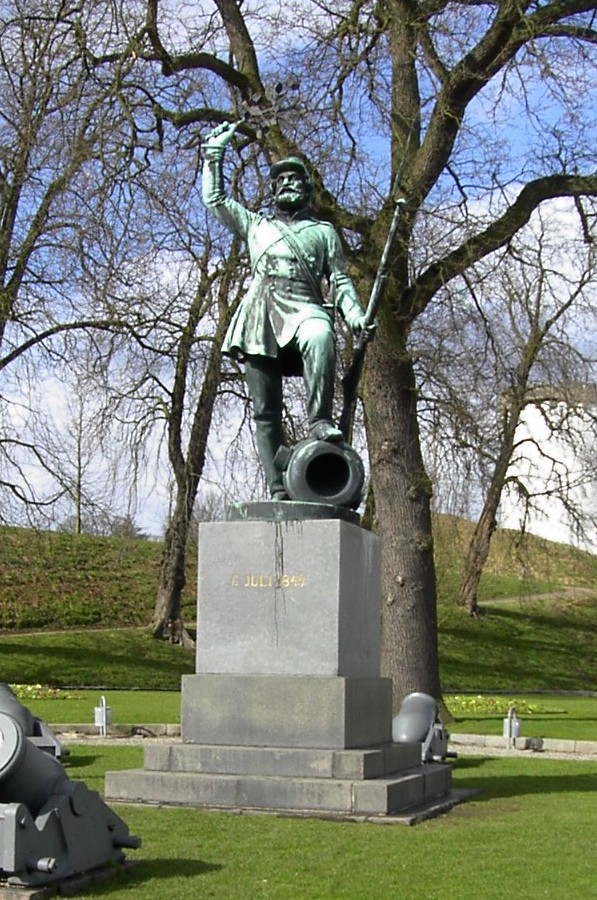
Статуя «Пехотинец» в городе Фредерисия

Фредерисия является железнодорожным узлом, в городе производят изделия из столового серебра, мороженную рыбу, текстиль, табак, минеральные удобрения, продукцию машино- и судостроения. Основание предприятий по переработке нефти в 1960-е годы дало толчок для развития индустриальной базы. В городе проводятся ежегодные промышленные выставки.
В Фредерисии расположены штаб-квартиры энергетической компании Ørsted и сельскохозяйственного кооператива DLG Group.